# Primera Fuerza 1914/15
Die Saison 1914/15 war die 13. Spielzeit der in Mexiko eingeführten Fußball-Liga, die in der Anfangszeit unter dem Begriff Primera Fuerza firmierte.

## Teilnehmer
| Mannschaft            | Stadt                  | Sportplatz                      |
| --------------------- | ---------------------- | ------------------------------- |
| Club España           | Mexiko-Stadt           | Parque España II, La Condesa    |
| Club México           | San Pedro de los Pinos | Campo San Pedro de los Pinos    |
| Pachuca Athletic Club | Pachuca de Soto        | Campo del Velódromo             |
| Rovers Football Club  | Mexiko-Stadt           | Campo del Reforma Athletic Club |

## Veränderungen
Nachdem zum Ende der vorangegangenen Spielzeit neben der nur 1913/14 in der Liga vertretenen Mannschaft des Amicale Française Mexique auch das Gründungsmitglied und der bisherige Rekordmeister Reforma Athletic Club ausgestiegen war, waren in der Spielzeit 1914/15 nur noch vier Mannschaften vertreten. Einziges verbliebenes Gründungsmitglied der in der Saison 1902/03 gestarteten Liga war in jener Spielzeit der Pachuca Athletic Club.

## Saisonverlauf
Das erste Spiel fand am 4. Oktober 1914 zwischen dem Titelverteidiger Club España und dem Meister von 1912/13, Club México, statt und wurde von den Españistas 1:0 gewonnen. Torschütze des Siegtores war Bernardo Rodríguez, der nicht nur das erste Tor der Saison schoss, sondern auch für den letzten Treffer der Spielzeit verantwortlich war. Diesen erzielte er am 20. Dezember 1915 zum 3:0-Endstand gegen den Vizemeister Pachuca AC. Das letzte Spiel der Saison fand eine Woche später am 27. Dezember 1915 zwischen denselben Mannschaften in Pachuca de Soto statt und endete torlos.

## Abschlusstabelle 1914/15
| Pl. | Verein                | Sp. | S | U | N | Tore    | Diff. | Punkte |
| --- | --------------------- | --- | - | - | - | ------- | ----- | ------ |
| 1.  | Club España           | 6   | 5 | 1 | 0 | 008:100 | +7    | 11:10  |
| 2.  | Pachuca Athletic Club | 6   | 3 | 2 | 1 | 008:400 | +4    | 08:40  |
| 3.  | Rovers FC             | 6   | 1 | 1 | 4 | 005:700 | −2    | 03:90  |
| 4.  | Club México           | 6   | 1 | 0 | 5 | 002:110 | −9    | 02:10  |

## Kreuztabelle
Die Kreuztabelle stellt die Ergebnisse aller Spiele dieser Saison dar. Die Heimmannschaft ist in der linken Spalte aufgelistet und die Gastmannschaft in der obersten Reihe.
| 1914/15 | 1914/15     | ESP | PAC | ROV | MEX |
| 01.     | Club España |     | 3:0 | 1:0 | 1:0 |
| 02.     | Pachuca AC  | 0:0 |     | 1:0 | 5:0 |
| 03.     | Rovers FC   | 1:2 | 1:1 |     | 3:1 |
| 04.     | Club México | 0:1 | 0:1 | 1:0 |     |